# Tulbaghia montana
Tulbaghia montana är en amaryllisväxtart som beskrevs av Vosa. Tulbaghia montana ingår i släktet Tulbaghia och familjen amaryllisväxter. Inga underarter finns listade i Catalogue of Life.